# BlackBerry
Pour les articles homonymes, voir Blackberry.
BlackBerry est une ligne de téléphones intelligents canadienne, créée et développée par Mike Lazaridis depuis 1999 puis rejoint par Jim Balsillie, d'abord sous le nom de RIM (Research In Motion), puis sous le nom du produit dénommé BlackBerry, utilisant le système d'exploitation propriétaire BlackBerry OS.
À partir de janvier 2013, le passage sous le système d'exploitation BlackBerry 10 fait que l'entreprise RIM, dans un but de clarté, adopte le nom unique de BlackBerry à la fois pour elle-même et ses produits. Ce système d'exploitation est fondé sur le micro noyau QNX, logiciel de la société éponyme rachetée en 2010 par RIM.

## Historique
Le groupe BlackBerry annonce, le 23 septembre 2013, une proposition pour son éventuel rachat par le fonds d'investissement canadien Fairfax, premier actionnaire du groupe avec 10 % des parts pour un montant d'environ 4,7 milliards de dollars. Finalement cette offre est abandonnée le 4 novembre 2013. BlackBerry s'est depuis relancé avec une levée de fonds de 1 milliard de dollars auprès de Fairfax Holdings, a restructuré l'entreprise en licenciant 40 % des effectifs, en vendant la majorité de son parc immobilier de Waterloo afin de se procurer des liquidités. Sous l'impulsion de son nouveau CEO John Chen, BlackBerry se recentre plutôt sur le monde professionnel, délègue la partie entrée de gamme de sa production de smartphones à Foxconn tout en gardant le milieu et haut de gamme en interne.
À la surprise générale, le groupe annonce par un communiqué le 25 septembre 2015 le lancement d'ici à la fin de l'année de son premier appareil sous Android baptisé Priv. Le BlackBerry Priv est disponible en précommande chez Orange et Sosh depuis début 2016 et également chez SFR depuis février 2016.
Le 5 juillet 2016, le groupe annonce la fin du Blackberry classic pour se concentrer sur ses smartphones sous Android, n'excluant pas de se retirer du marché des smartphones pour se concentrer sur les logiciels. En effet le groupe a accumulé les pertes au printemps 2016 (670 millions de dollars), n'arrivant à vendre qu'un demi-million de smartphones.
En septembre 2016, Blackberry annonce qu'il va cesser la fabrication de téléphones pour se concentrer sur des activités de services aux entreprises et aux gouvernements.
La fin de la maintenance de son système d'exploitation est annoncée pour le 4 janvier 2022, condamnant ainsi son utilisation à court terme.

## Utilisation

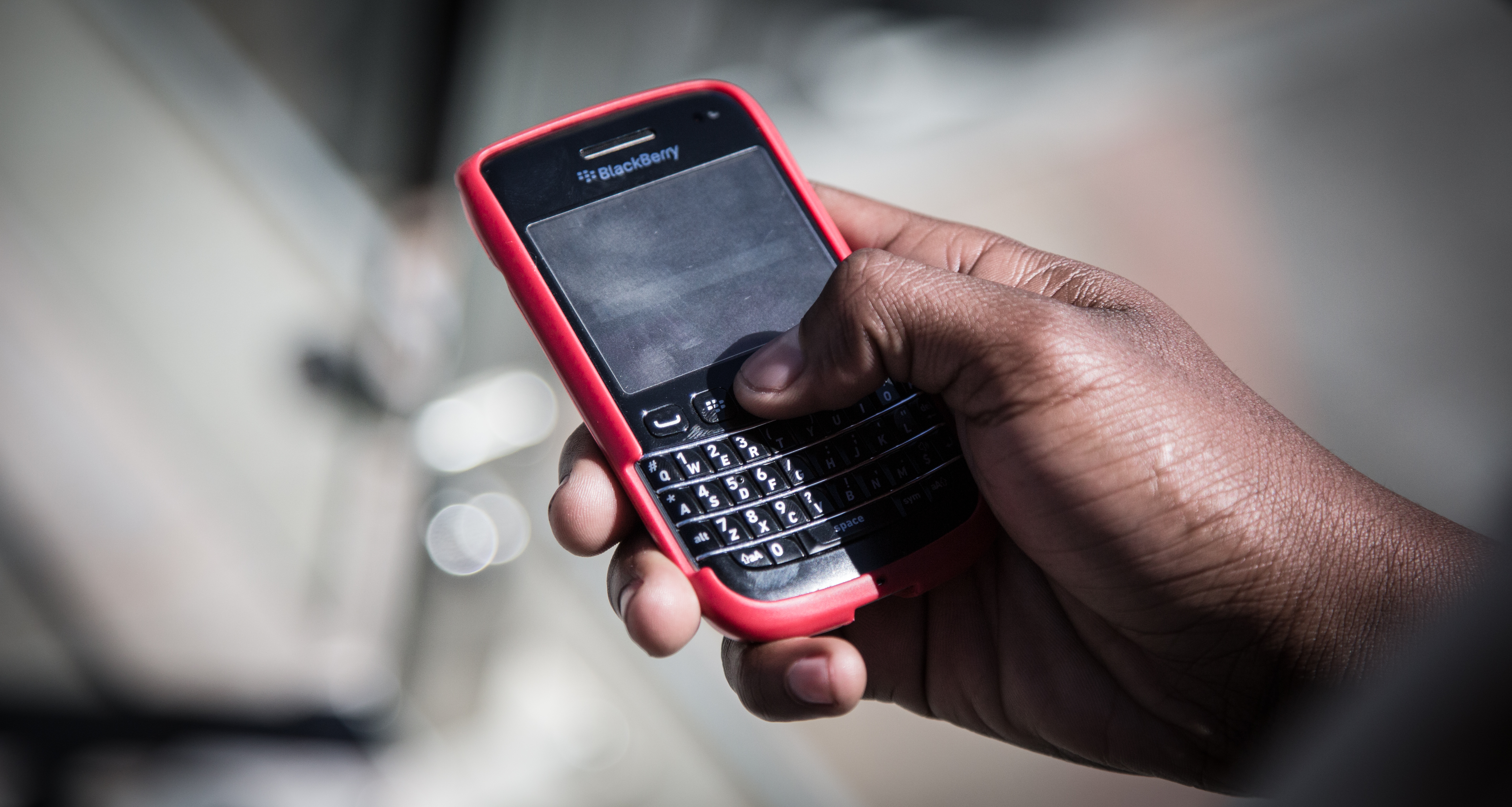
Utilisation d'un BlackBerry en 2013.

La technique BlackBerry, permettant à l'origine de recevoir et envoyer des courriels, est utilisée pour recevoir tous types de notifications en mode push, c'est-à-dire en temps réel, sans avoir besoin d'aller se connecter à un serveur, en étant constamment connecté sur le réseau Blackberry : pour les e-mails sur 1 à 10 comptes de messagerie différents, mais aussi pour la messagerie instantanée BlackBerry Messenger (BBM) ou les notifications des réseaux sociaux comme Facebook ou Twitter.
Le mode de compression réduit la taille du mail, ce qui facilite la synchronisation de ses courriels avec le serveur de messagerie électronique via le réseau de téléphonie mobile sur lequel l'appareil est connecté (GSM, GPRS, UMTS, etc.). Ainsi, envoyer un courriel est aussi simple que d'envoyer un SMS ou un MMS.
Le BlackBerry permet la lecture des pièces jointes aux formats .ppt, .pdf, wpd, .html, .txt, .zip, .jpg .bmp, .png, .gif et .tiff. Deux méthodes de lecture sont possibles :
- présentation de la table des matières du document sur le BlackBerry : chargement au choix de la partie désirée ;
- chargement du contenu au format texte et image pour optimiser l'affichage et le temps de chargement.

L'avantage de cette technique est qu'elle permet de lire rapidement les pièces jointes de grande taille (doc, xls, ppt, pdf, txt, images, etc.) grâce à la compression de l'information. Les pièces jointes peuvent voir leur taille divisée par 200. Par exemple, un courriel reçu avec une photo de 3 Mo sera transmis sur le BlackBerry avec la même image réduite à 20 ko environ (soit une taille divisée par 150).
Cette technique permet également de naviguer sur Internet. L'interface Web permet d'accéder à ses comptes courriel BlackBerry et de les gérer (ajout, suppression, etc.)

## Parc d'utilisateurs
D'après Research In Motion, en juin 2010, le BlackBerry comptait environ 46 millions d'utilisateurs de par le monde. Certains[Qui ?] estiment qu'un million de fonctionnaires des États-Unis l'utilisent régulièrement, dont plusieurs décideurs importants.
En France, SFR a été le premier opérateur à commercialiser les solutions BlackBerry, dès 2001-2002 ; l’opérateur de réseau mobile Orange et RIM ont lancé, le 15 décembre 2005, le BlackBerry 8700f. Disponible pour les clients Entreprises d’Orange en France, ce terminal est le premier BlackBerry compatible avec le réseau EDGE d’Orange disponible en Europe.
La société canadienne Research In Motion, qui collabore étroitement avec l'Université de Waterloo en Ontario, a elle-même développé sa gamme de terminaux BlackBerry. De plus, Siemens a intégré cette technique à son modèle SK65.
En Algérie, l'opérateur privé Djezzy, en partenariat avec RIM, a lancé en avant-première au Maghreb, le 15 novembre 2006, la première offre BlackBerry. L'opérateur Djezzy (Orascom Telecom Algérie) a lancé le BlackBerry en 2007 suivi par l'opérateur historique Mobilis (Algérie Télécom).
Au Maroc, l'opérateur historique Maroc Telecom a lancé le BlackBerry à la fin de février 2007, suivi par son concurrent direct Meditel quelques jours plus tard, le 3 mars 2007.
Au Sénégal, La société Tigo, concurrent de l'opérateur historique Orange a lancé l'offre BlackBerry en septembre 2007.
À Madagascar, la société Airtel a lancé l'offre BlackBerry en février 2008. Au Cameroun, la société MTN a lancé l'offre BlackBerry en août 2008.
Au Burkina Faso, Celtel Burkina Faso, devenue Zain Burkina, a été le premier opérateur à lancer l'offre BlackBerry en février 2009.
En Tunisie, l'opérateur global multiservices, Tunisie Télécom, annonce le lancement commercial des solutions mobiles BlackBerry en Tunisie le 20 mars 2009.
En Côte d'Ivoire, la société MTN a été le premier opérateur à lancer l'offre BlackBerry en 2008, puis ont suivi deux autres opérateurs que sont Orange et MOOV.

## Concurrence
En 2009, malgré la concurrence directe de Nokia et Microsoft, RIM avait su garder des parts de marché importantes dans le secteur des PDA, principalement au sein des entreprises. Une étude de Gartner du 6 juin 2008 indique que la part de RIM sur le marché mondial du smartphone est alors de 13 %, derrière Nokia qui en possède 45, 2 % et devant Apple qui est à la troisième place avec 5 %. Aux États-Unis, RIM domine le marché au premier trimestre 2008, avec 42 % et Apple est second avec 20 %.
Au premier trimestre 2010, BlackBerry avait chuté à la cinquième place du marché des mobiles, cédant la quatrième place à Apple. Début 2012, Research In Motion (RIM) commence à connaître des difficultés financières après avoir essuyé une perte de 125 millions de dollars lors du dernier trimestre 2011.
Malgré une forte concurrence et des parts de marché en chute libre, BlackBerry jugeait que le clavier, identité forte de son produit, était un élément clé de productivité et prévoyait encore en 2014 la sortie de nouveaux modèles pour se démarquer des autres marques.
En 2016, les parts de marché du BlackBerry ont atteint 0,0% avec 207.900 terminaux vendus dans le monde (hors terminaux Android), selon Gartner. L'entreprise annonce en septembre cesser la fabrication de téléphones.

## Problèmes

### Sécurité
Les courriels envoyés à l'aide d'un BlackBerry transitent par des serveurs situés au Canada et aux États-Unis pour l'Amérique du Nord et au Royaume-Uni pour l'Europe. Comme révélé par les documents de Snowden, la NSA avec l'aide du GCHQ a réussi à intercepter les messages envoyés à l'aide d'un Blackberry.
Néanmoins, ceci est valable uniquement pour le système d'exploitation BlackBerry 7 et les versions antérieures. En effet, BlackBerry utilise une technologie propriétaire grâce à laquelle une adresse IP est attribuée à chaque terminal. Les terminaux ayant BlackBerry 10 comme système ne disposent pas de ce principe, nommé BlackBerry Internet Service (BIS).
Le gouvernement français estimant que cela peut présenter des risques de sécurité et d'espionnage industriel pour la France, une circulaire du secrétariat général de la défense nationale interdit l'utilisation de terminaux BlackBerry dans les cabinets ministériels français et dans les entreprises certifiées par le ministère de la Défense. Il existe cependant des solutions permettant de sous-chiffrer les informations (chiffrement à l'intérieur du protocole BlackBerry) rendant impossible l'exploitation des messages en cas d'interception (par exemple Solution Kyple de Cassidian CyberSecurity ou Option clé de cryptage de SFR).
Le 25 septembre 2007, Research in Motion a obtenu deux certifications internationales de sûreté, lors de la huitième conférence internationale des Critères communs, composée de vingt-cinq pays, qui assurent au moins une certaine garantie contre les attaques — mais uniquement extérieures.
En mars 2014, le département de la défense américain délivre une nouvelle certification pour le système bb10 : le Full Operational Capability. L'entreprise est la première à recevoir cette certification pour un système d'exploitation mobile
D'après le site Vice qui a analysé plusieurs comptes rendus de procès, la police canadienne aurait depuis 2011 une clé maitre de déchiffrement. Les informations contenues et échangées par tous les smartphones BlackBerry et donc n'importe quel message transmis par les canaux de BBM seraient concernées. Le constructeur serait parfaitement au courant et, avec l'aide des autorités canadiennes, aurait même tenté d'éviter que la situation ne s'ébruite .

### Captif du réseau Blackberry
BlackBerry ne commercialise pas seulement des téléphones avec un système d'exploitation, BB attribue lui-même l'adresse IP à chaque téléphone BlackBerry à la place des opérateurs téléphoniques. L'adresse IP est localisée pour les opérateurs français en Grande-Bretagne (sauf OS 10). Ceci explique pourquoi BlackBerry peut ainsi monétiser les fonctionnalités (push mail entre autres) disponibles depuis ses téléphones auprès des opérateurs.

## Synchronisation

### Push
Le mode push permet de mettre à jour son client de messagerie électronique sur le terminal mobile, par la réception en temps réel de notifications et des nouveaux courriers entrant.
La technologie BlackBerry est une technologie concurrente de Microsoft ActiveSync pour le serveur de messagerie Microsoft Exchange Server, initialement déployée sur les terminaux Windows Mobile, mais compatible avec les terminaux BlackBerry sous certaines conditions.
L'avantage initial du BlackBerry sur Windows Mobile était la visibilité instantanée des courriels grâce à la technique du push. Microsoft a alors introduit Exchange ActiveSync qui offrait le même avantage. Il reste cependant au BlackBerry une meilleure compression des pièces jointes, point moins probant chez Microsoft. Cette bonne compression réduit d'autant les coûts liés à la facturation des données sur l'abonnement chez l'opérateur mobile. L'accès aux serveurs de messagerie Microsoft Exchange se fait par installation d'un logiciel de navigation ou de mail sur les mobiles (OWA, emoze).
Le mode push du BlackBerry peut être géré en interne à l'entreprise ou proposé comme un service :
- En mode interne : il faut installer en interne à l'entreprise un serveur BlackBerry interfacé avec le serveur de messagerie Microsoft Exchange. Le coût de la licence côté serveur dépend du nombre d'utilisateurs de BlackBerry.
- En mode externe : les serveurs utilisés sont les serveurs BIS (BlackBerry Internet Service) de RIM qui offrent moins de fonctionnalités que les solutions internes.

Dans les deux cas, l'utilisateur peut avoir à supporter un surcoût auprès de son opérateur de téléphonie mobile, qui lui propose parfois de souscrire à une Push Mail.
Les comptes de messagerie Yahoo Mail et Google GMail sont compatibles avec le push mail BlackBerry. Des sociétés comme izimail, SFR (mobileemail.vodafone.fr) proposent des services pour disposer de la messagerie Microsoft hotmail en mode push sur son téléphone BlackBerry.

### BlackBerry Desktop Software
Ce logiciel à installer sur ordinateur (Mac ou Windows) permet de synchroniser et gérer données, applications, organiseur provenant de Outlook et Yahoo! (calendrier, bloc notes, carnet d'adresses, tâches) ainsi que fichiers multimédia (musiques, images, vidéos) entre son ordinateur et son BlackBerry. La connexion en mode bluetooth permet comme la connexion par câble (d'après le manuel fourni par RIM) la gestion des applications et l'accès au système de fichier du BlackBerry. Toutefois la connexion USB est plus sûre et souvent plus performante.

### BlackBerry Link
Sur les nouveaux smartphones sous BB10, le desktop software est remplacé par Blackberry link qui offre les mêmes fonctionnalités que l'ancien logiciel mais qui permet en plus d'extraire les données d'un ancien téléphone BlackBerry (tournant sur un OS antérieur à BB10) pour les sauvegarder ou les recopier sur un nouveau téléphone.

### BlackBerry Blend
Ce nouveau logiciel permet une plus grande intégration entre terminaux Blackberry et autres appareils électronique utilisateurs.  Il permet d'accéder aux messages et contenus (documents, calendrier, contacts, contenus multimédia ...) depuis un BlackBerry sur ordinateur ou tablette.

## Programmation
Depuis l'arrivée des grands concurrents de RIM (iOS, Bada et Android), les plates-formes de programmation pour le BlackBerry se sont mises en place.
Les applications du BlackBerry étant programmées en Java, RIM a proposé en téléchargement une bibliothèque de composants créés spécialement pour le développement d'applications sur la plate-forme de développement Eclipse.
La JavaDoc de l'API BlackBerry JDE 7.0.0 est disponible.
Les terminaux BlackBerry acceptent de nombreux langages de programmation pour développer des applications : Pour Blackberry OS 7 et antérieures, il est possible d'utiliser au choix du java ou du HTML5. pour bb10, le choix du langage s'élargit au c/c++, HTML5, Adobe AIR ou même Java Android,. Ainsi, les applications android sont compatibles avec bb10.

## Avenir
Le lancement de Blackberry 10 a été effectif le 30 janvier 2013. On trouve deux sortes de terminaux : tactile (Z10 et Z30) et clavier physique (Q10 et Q5).
L'architecture a été revue et est basée sur QNX, ce qui promet un niveau de performance sans égal dans le monde de la téléphonie mobile.
Afin de promouvoir sa marque dans un nouveau cadre, BlackBerry a noué le 4 février 2013 un accord avec l'équipe de Formule 1 Mercedes Grand Prix, qui va conduire à la création d'applications communes et la présence du logo de la marque sur les monoplaces et combinaisons de Lewis Hamilton et de Nico Rosberg.
Le 8 février 2019, on apprend via un tweet communiqué de la marque que le partenariat entre BlackBerry et TCL prendra fin et qu’aucun smartphone BlackBerry ne sera développé à l’avenir en raison des faibles ventes de leurs smartphones et du CA (chiffre d’affaires).

## Produits
Research In Motion (RIM) produit des téléphones intelligents (ou smartphones) comme quelques exemples ci-dessous :

### BlackBerry 10
- BlackBerry Z10 (Premier modèle sous Blackberry 10), sorti le 30 janvier 2013.
- BlackBerry Q10 (Premier modèle avec un clavier sous Blackberry 10), sorti en avril 2013.
- BlackBerry Q5 (modèle sous BlackBerry 10, est un modèle similaire au Q10, mais dans une gamme inférieure), sorti en juin/juillet 2013.
- BlackBerry Z30 (modèle sous BlackBerry 10.2), sorti fin octobre 2013.
- BlackBerry Z3 (modèle sous BlackBerry 10.2.1). Il est destiné aux pays émergents, sorti en avril/mai 2014.
- BlackBerry Passport (modèle sous BlackBerry 10.3, était le modèle le plus puissant lors de sa sortie pour BlackBerry), sorti début octobre 2014.
- BlackBerry Classic (modèle sous BlackBerry 10.3.1, est une version améliorée du Q10, avec des références au Bold 9900), sorti le 17 décembre 2014.
- BlackBerry Leap (modèle sous BlackBerry 10.3.1). Évolution du BlackBerry Z3, avec de meilleures spécificités, sorti fin avril 2015.
- Modèles en collaboration avec Porsche Design : P9982 P9983 sur la base respective du z10 et du Q10.

### BlackBerry Curve
- BlackBerry Curve 8520 et 8530
- BlackBerry Curve 8900
- BlackBerry Curve 9300, 9320, 9330, 9350, 9360, 9370, 9380 et 9390

### BlackBerry Bold
- BlackBerry Bold 9000
- BlackBerry Bold 9650
- BlackBerry Bold 9700
- Blackberry Bold 9720
- BlackBerry Bold 9780 et 9790
- BlackBerry Bold 9900
- Un modèle en collaboration avec Porsche Design : P9981 sur la base du Bold 9900.

### BlackBerry Torch
- BlackBerry Torch 9800 et 9810
- BlackBerry Torch 9850 et 9860

### BlackBerry Passport
En septembre 2014, BlackBerry présente le Passport, sous le système d'exploitation maison BB10. D'un format reprenant les dimensions d'un passeport, il est équipé d'un processeur Qualcomm 801, surtout d'un écran carré et d'un clavier tactile.

### BlackBerry Priv
En septembre 2015 BlackBerry lance son premier smartphone sous Android, baptisé Priv. Il dispose d'un clavier coulissant sensitif et d'un écran incurvé de 5,4 pouces.

### BlackBerry Vienna
Si le BlackBerry Priv est le premier smartphone sous Android de la marque, il ne sera pas le dernier. En effet, le CEO de BlackBerry, John Chen, indiqué en novembre 2015 : « Nous avons une gamme de produits après celui-ci ». Depuis, des fuites ont commencé sur le nouveau smartphone "Vienna" et la présentation devrait être faite lors du MWC 2016

### BlackBerry Keyone

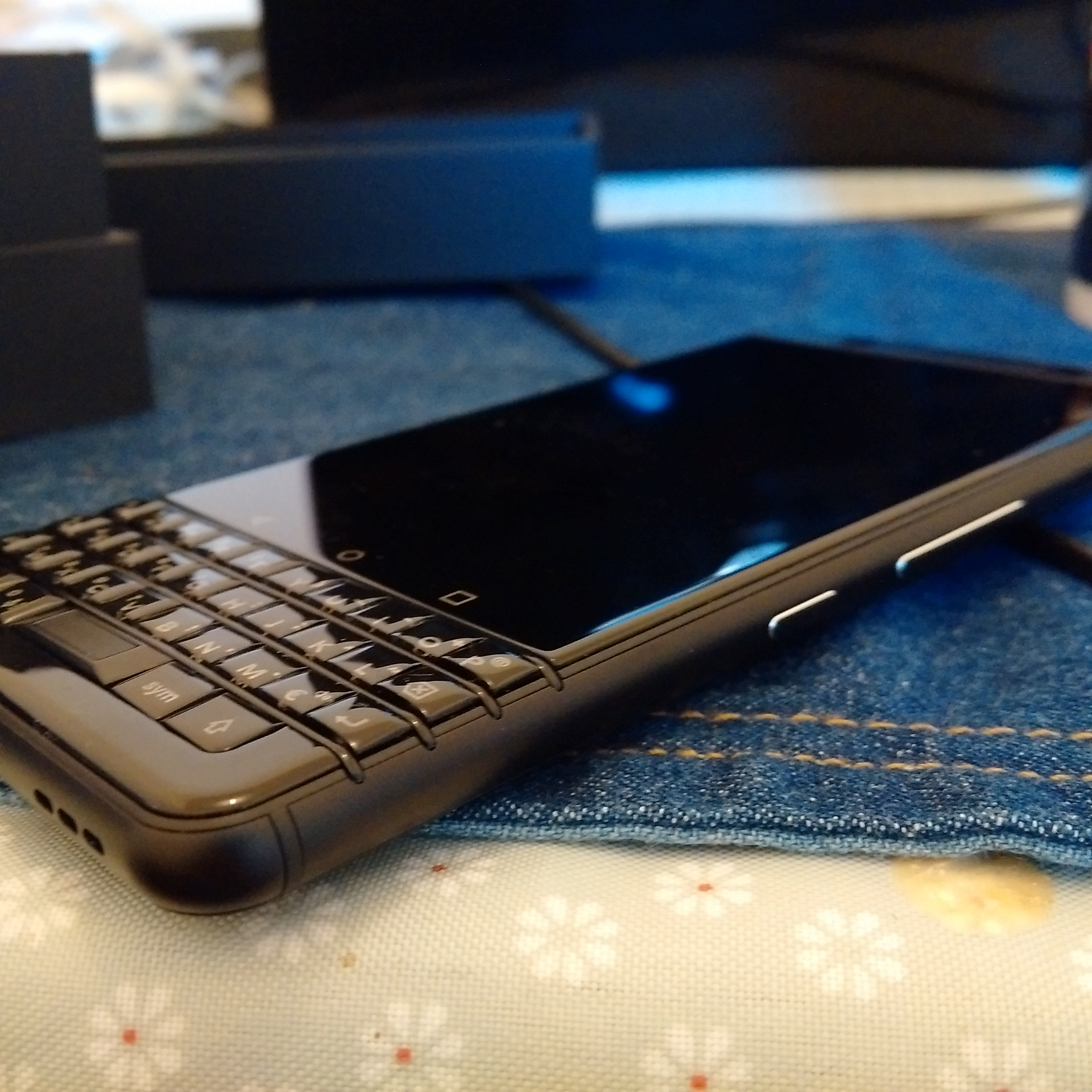
BlackBerry Keyone Black Edition

Il faut attendre le Mobile World Congress 2017 pour que le Keyone (qui avait fuité sous le nom de code « Vienna » et, un peu plus tard, « Mercury »), fasse son apparition. L'appareil, qui mélange un clavier à la fois physique et sensitif, propose comme le Blackberry Priv l'écosystème de Google auquel se rajoute quelques applications phares de Blackberry comme le Hub, le Calendrier, BBM..., le tout accompagné d'une surcouche censée sécuriser et vérifier l'ensemble des applications qui transitent sur le terminal. Blackberry ayant officiellement arrêté la production de smartphones depuis le 5 juillet 2016, c'est TCL qui s'occupe de la fabrication désormais, l'entreprise canadienne ne s'occupant plus que de sécuriser l'OS du téléphone. Le clavier ne coulisse plus, comme celui de son prédécesseur, le Priv, et sur la barre d'espace se cache un capteur d'empreintes digitales. Le téléphone semble recevoir un bon accueil auprès des consommateurs, et dépasse même les attentes de TCL, qui souhaite désormais proposer une version améliorée du Keyone.

### Autres Blackberry
- Blackberry Smartphone 3G, CDMA 9630,
- BlackBerry Pearl 3G (ou 9100),
- BlackBerry Storm 9500 (tout tactile),
- BlackBerry Storm2 9520 (tout tactile).
- Blackberry 8700